# Kurso de Esperanto
«Kurso de Esperanto» — вільна у доступі навчальна програма-курс з вивчення штучної мови есперанто. Курс призначено спеціально для початківців, які, використовуючи програму, зможуть опанувати основи есперанто за два тижні. Розробником програми став Карлос Альберто Альвес Перейра — президент (у минулому) Бразильської есперанто-асоціації.
Програма складається з 12 уроків-аудіотестів, які охоплюють базову лексику есперанто. За допомогою цих уроків тренується вимова слів і сприйняття їх на слух. Користувач може записати вимову слів на мікрофон і порівняти з наявними зразками.
У кінці останнього уроку-аудіотесту користувач зможе пройти загальне тестування, а також безкоштовно відправити результати на перевірку. Сервіс перевірки підтримується волонтерами есперанто-руху, в тому числі Німецькою організацією есперанто-молоді.
Програма заснована на 10-годинному курсі, розробленому Товариством есперанто Квебека.
Програма працює на Mac OS X, Windows, а також різних дистрибутивах Linux. На сьогодні останньою стабільною версією є версія 4.1.2 (за лютий 2013).
Програма «Kurso de Esperanto» перекладена більш ніж 23 мовами, зокрема англійською, французькою, польською, російською та іншими, і ця кількість зростає завдяки волонтерам, які використовують програму перекладу під назвою tradukilo, яка також знаходиться у вільному доступі.
Версія програми українською мовою відсутня.